# 漫長的告別
《漫長的告別》（英語：The Long Goodbye）是雷蒙德·錢德勒於1953年出版的小說，許多評論家認為這是馬洛系列中最出色的作品。雷蒙德·錢德勒認為這部作品是他最出色的小說。

## 书籍
《漫长的告别》讲述了私家侦探马洛偶遇了一位陌生酒鬼，酒鬼虽然落魄却仍表现出非常有教养。马洛将其送回家后，两人成为了经常喝酒的朋友。某日早上，酒鬼找到马洛，声称他杀死了其妻子，一位富翁的荡妇女儿，并要求马洛送他到机场，帮助他潜逃到墨西哥。于是，一场漫长的告别就此拉开序幕......
本书获得1955年爱伦·坡最佳小说奖。

## 電影

### 人物
- Elliott Gould飾 - 菲力普·馬羅
- Nina Van Pallandt飾 - 艾琳·韋德
- 斯特林·海登飾 - 羅傑·韋德
- Mark Rydell飾 - 馬蒂·奧古斯丁
- Henry Gibson飾 - Verringer博士
- David Arkin飾 - 哈利
- Jim Bouton飾 - 特里·倫諾克斯
- Warren Berlinger飾 - 摩根
- Jo Ann Brody飾 - 裘安·埃根維勒
- Stephen Coit飾 - Farmer牙醫
- Jack Knight飾 - 梅布爾
- Pepe Callahan飾 - 佩佩
- Vincent Palmieri飾 - 文斯
- Pancho Córdova飾 - 醫生
- Enrique Lucero飾 - 首席
- Rutanya Alda飾 - 茹譚雅·史維特
- Tammy Shaw飾 - 舞者
- Jack Riley飾 - 理萊伊
- Ken Sansom飾 - 马利布殖民地守衛
- Jerry Jones飾 - 格林牙醫
- John S. Davies飾 - 戴頓牙醫
- Rodney Moss飾 - 超市售貨員
- Sybil Scotford飾 - 房地產小姐
- Herb Kerns飾 - 赫比
- 阿诺·施瓦辛格飾 - 奧古斯丁的黨羽
- 大衛·卡拉定飾 - 蘇格拉底

## 電視劇

### 人物
- 增澤磐二：淺野忠信
- 原田保：綾野剛
- 亞以子：小雪
- 上井戶讓治：古田新太
- 富永爱
- 原田志津香：太田莉菜
- 瀧藤賢一
- 田口智朗
- 福島蕾拉
- 岩松了
- DEN DEN
- 泉澤祐希
- 矢部享祏
- 堀部圭亮
- 渡邊大知
- 石田惠理
- 遠藤憲一
- 吉田鋼太郎
- 原田平藏：柄本明

## 連結
- Writing The Long Goodbye